# الحديقة الإنجليزية (يريفان)
الحديقة الإنجليزية (الأرمينية: Անգլիական այգի) هي حديقة عامة في مدينة يريفان بأرمينيا تقع في شارع إيطاليا بمساحة تبلغ 5.5 هكتار في مقاطعة كينترون المركزية مباشرة مع جنوب ساحة الجمهورية.

## تاريخ
يرجع تاريخ أحد أقدم المنتزهات في مدينة يريفان الحديقة الإنجليزية إلى ستينيات القرن التاسع عشر، حيث تم تجديدها بشكل متكرر حتى الحرب العالمية الأولى، مع تجديد كبير في عام 1910.
في عام 1920، استضافت الحديقة الإنجليزية أول مباراة لكرة القدم على الإطلاق في تاريخ أرمينيا الحديث، عندما اجتمعت فرق يريفان وألكسندروبول مع بعضهما البعض. تمت استعادة الاسم الأصلي للحديقة بعد استقلال أرمينيا عن الإتحاد السوفيتي.
يقع على أطراف المنتزه نصب تذكاري لشخصية جبريل سندوكيان الخيالية من فيلم بيبو عام 1976. بالإضافة إلى كل من مسرح سندوكيان الأكاديمي والسفارة الفرنسية والسفارة الإيطالية.
تعد النوافير المركزية من أكثر المواقع شعبية لصور الزفاف.

## معرض الصور

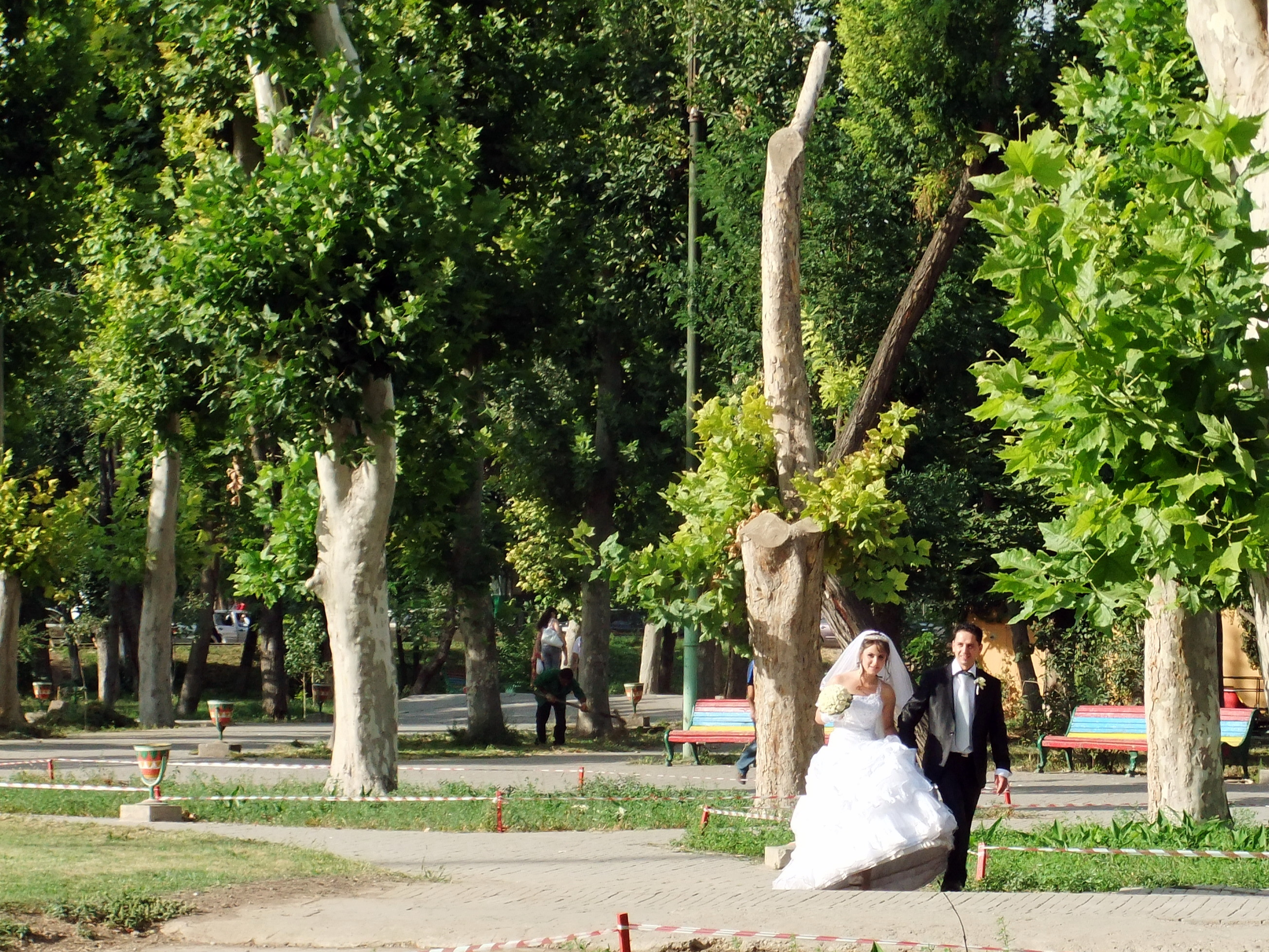
منظر للحديقة
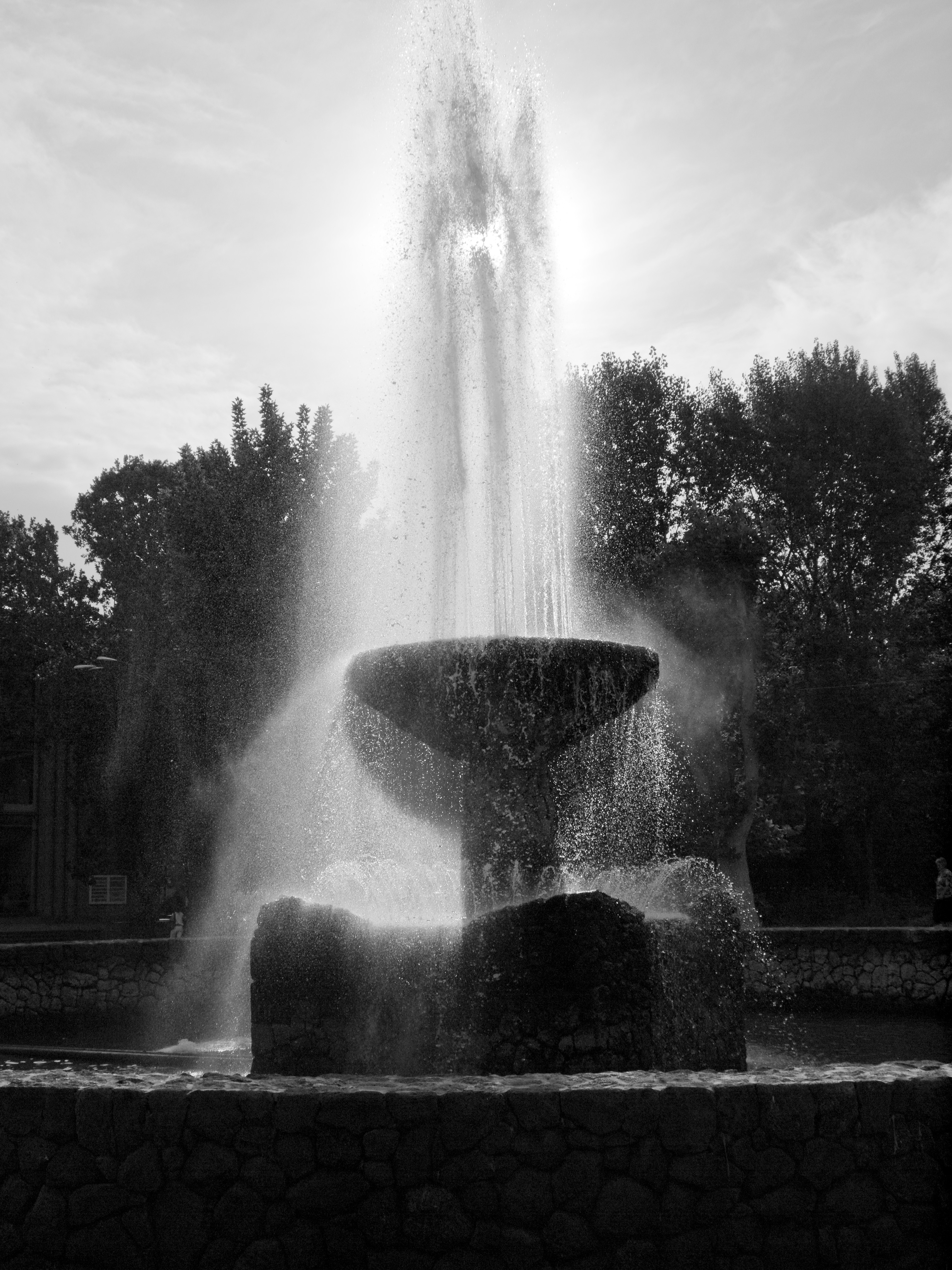
النافورة المركزية
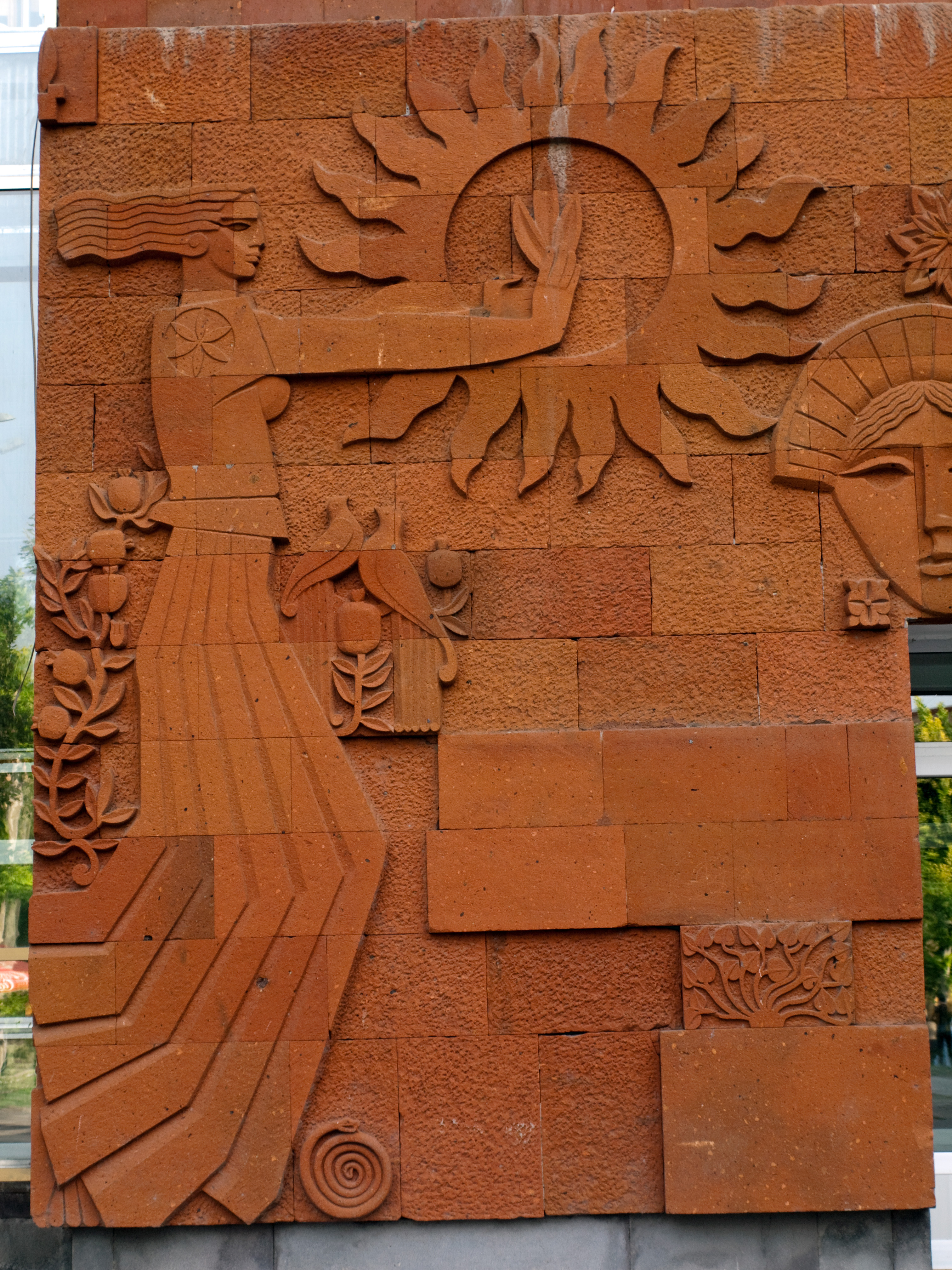
النصب التذكاري للحديقة